# Nicholas Bishop

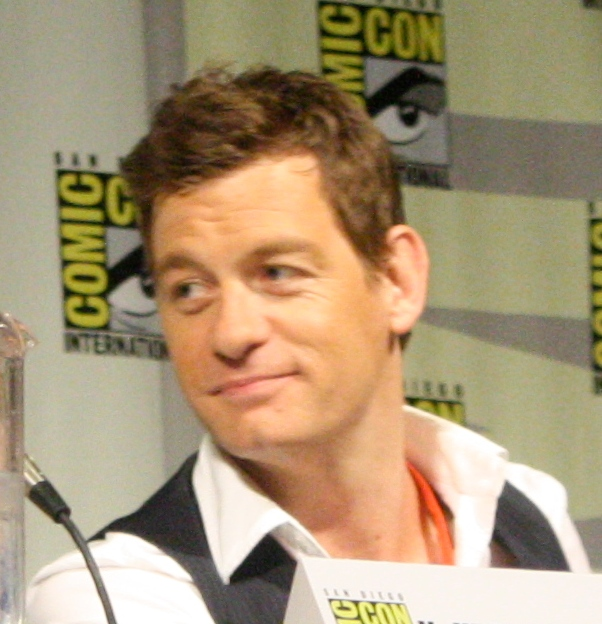
Nicholas Bishop (2009)

Nicholas Bishop (* 19. September 1973 in Swindon, Wiltshire) ist ein australischer Schauspieler englischer Herkunft.

## Leben
Er wurde in Swindon in der englischen Grafschaft Wiltshire geboren und zog im Alter von sechs Monaten mit seinen Eltern und seinem älteren Bruder nach Canberra. Sein Vater war ein ehemaliger australischer Armeeoffizier und Diplomat. 
1996 machte er seinen Abschluss am National Institute of Dramatic Art.
Von 2004 bis 2007 spielte er in der preisgekrönten australischen Seifenoper Home and Away die Rolle des Detective Peter Baker. Von 2011 bis 2012 war er als Peter Dunlop in der ABC-Fernsehserie Body of Proof als gerichtsmedizinischer Ermittler zu sehen, der nach einer Schussverletzung den Polizeidienst quittieren musste.
In der US-amerikanischen Fernsehserie Covert Affairs spielte er in der 5. Staffel (in Deutschland 2015 erschienen) den ehemaligen Soldaten Ryan McQuaid, der mit der Gründung einer privaten Sicherheitsfirma zum Milliardär geworden ist und mit der Hauptdarstellerin Annie Walker eine komplexe Beziehung entwickelt.
Bishop lebt im Westen Hollywoods mit seiner Partnerin Claire Smith und den beiden Kindern (geb. 2006 und 2009).

## Filmografie (Auswahl)
- 1999: Water Rats – Die Hafencops (Water Rats, Fernsehserie, Episode 4x14)
- 2000: Above the Law (Fernsehserie, 35 Episoden)
- 2002: Walking on Water
- 2004–2007: Home and Away (Fernsehserie, 163 Episoden)
- 2008: McLeods Töchter (McLeod’s Daughters, Fernsehserie, zwei Episoden)
- 2010: The Land of the Astronauts
- 2011: Dr. Dani Santino – Spiel des Lebens (Necessary Roughness, Fernsehserie, Episode 1x02)
- 2011–2012: Body of Proof (Fernsehserie, 29 Episoden)
- 2013: Hot in Cleveland (Fernsehserie, 1 Episode)
- 2013: CSI: Vegas (Fernsehserie, 1 Episode)
- 2013: Navy CIS: L.A. (Fernsehserie, 1 Episode)
- 2014: Covert Affairs (Fernsehserie, 16 Folgen)
- 2015: Dominion (Fernsehserie, 8 Folgen)
- 2015: Woodlawn
- 2017: The Lears
- 2017–2018: Snowfall (Fernsehserie, 5 Folgen)
- 2022: Pretty Red Dress
- 2022: Lady Chatterleys Liebhaber (Lady Chatterley’s Lover)